# 97 (tal)
97 (syvoghalvfems, på checks også nitisyv) er det naturlige tal som kommer efter 96 og efterfølges af 98.

## Inden for matematik
- 97 er det 25. primtal,[1] og desuden latmirp med 79.

## Inden for videnskab
- 97 Klotho, asteroide
- M97, Ugletågen, planetarisk tåge i Store Bjørn, Messiers katalog

## Eksterne links
- Wikimedia Commons har flere filer relateret til 97 (tal)